# Kepler-186d
Kepler-186d és un exoplaneta de tipus superterra pertanyent a la constel·lació del Cigne, a 492,5 anys llum de la Terra. La seva presència es va confirmar el 2014, després que el telescopi espacial Kepler observara diversos trànsits del planeta davant del seu estel. Compta amb un radi d'1,56 radis terrestres, just en el límit teòric establert pels científics que separa als cossos terrestres dels de tipus gasós. Per tant, és probable que es tracte d'un planeta tel·lúric, d'un minineptú, d'una transició entre tots dos o d'un món oceànic on l'aigua es troba en un estat de fluid supercrític.
S'han identificat altres quatre planetes al sistema Kepler-186, Kepler-186b, Kepler-186c, Kepler-186e i Kepler-186f. Excepte aquest últim, tots tenen òrbites curtes i, com a conseqüència, és probable que les seves temperatures siguin molt elevades. Kepler-186f és el primer objecte de massa terrestre descobert més enllà del sistema solar que pertany a la zona d'habitabilitat del seu sistema.

## Característiques
Kepler-186 és una estrella de tipus K-tardà, gairebé una nana roja tant per la seva grandària com per la seva lluminositat, que compta amb una massa de 0,48 masses solars i un radi de 0,47 radis solars. La seua metal·licitat (-0,28) és molt similar a la del Sol encara que un poc inferior, cosa que indica una certa escassesa d'elements pesants (és a dir, tots excepte l'hidrogen i l'heli). El límit d'ancoratge per marea del sistema s'hi troba entre el centre de la zona d'habitabilitat i la seva vora externa, a 0,3752 ua de l'estel. Igual que Kepler-186b, Kepler-186c i Kepler-186e, Kepler-186d està massa a prop per a superar el límit, amb un semieix major de 0,09 ua. Així doncs, és molt probable que la seva rotació estiga sincronitzada amb la seva òrbita, i que compte amb un hemisferi diürn i un altre nocturn.
El radi detectat del planeta és d'1,56 radis terrestres, gairebé en el límit d'1,6 radis terrestres que separa als planetes tel·lúrics dels de tipus minineptú, que el converteix en el major objecte planetari trobat en el sistema. Si la seva composició és semblant a la de la Terra, la seva massa seria d'unes 3,99 masses terrestres i la seva gravetat un 65% major que la terrestre. Considerant les seves característiques, podria tractar-se d'un planeta tel·lúric com la Terra o Venus, o un minineptú; encara que la possibilitat que es tracte d'un món oceànic encara no ha pogut ser descartada, en aquest cas l'aigua s'hi trobaria en un estat de fluid supercrític. No obstant això, donada la proximitat entre l'objecte i l'estel, caldria esperar que perdera gairebé tota la seva atmosfera, especialment l'hidrogen per escapament atmosfèric.
Considerant la seva posició en el sistema i la lluminositat del seu estel, la temperatura d'equilibri de Kepler-186d és de 107,25℃. Si la seva atmosfera i albedo són similars als de la Terra, la seva temperatura mitjana en la superfície seria d'uns 147,35℃. No obstant això, si es tracta d'un planeta terrestre és probable que la proximitat respecte al seu estel, la consegüent pèrdua d'aigua, l'ancoratge per marea i la major activitat volcànica derivada de la seva massa i la seva ubicació en el sistema; el sotmeta a un efecte d'hivernacle descontrolat similar al de Venus que incremente àmpliament les seves temperatures. En aquest últim, que proporcionalment orbita a una distància molt superior a la de Kepler-186d, la diferència entre la temperatura d'equilibri i la temperatura mitjana superficial s'acosta als 500℃.

## Sistema
Kepler-186d és el tercer exoplaneta confirmat en el sistema Kepler-186, després de Kepler-186b i Kepler-186c. Poc després de la seva troballa, es van descobrir altres dos més, Kepler-186ei i Kepler-186f. Excepte Kepler-186f, tots orbiten a distàncies molt properes entre si i respecte al seu estel. Kepler-186d completa una òrbita cada 13,34 dies, Kepler-186b cada 3,89, Kepler-186c cada 7,27 i Kepler-186e cada 22,41. Durant la distància mínima d'intersecció orbital, la separació entre cadascun d'ells i els seus veïns més propers no supera els cinc milions de quilòmetres, gairebé deu vegades més a prop que la distància mínima entre Venus i la Terra, i només dotze vegades més que la distància entre la Lluna i la Terra.